# Diocèse des Ardennes
Cet article court présente un sujet plus développé dans : Diocèse de Sedan.
Le diocèse des Ardennes ou, en forme longue, le diocèse du département des Ardennes est un ancien diocèse de l'Église constitutionnelle en France.
Créé par la constitution civile du clergé de 1790,, il est supprimé à la suite du concordat de 1801. Il couvrait le département des Ardennes. Le siège épiscopal était Sedan et sa cathédrale fut l'Église Saint-Charles-Borromée de Sedan.
Son premier évêque fut Nicolas Philbert, puis, après le décès de ce dernier, le second fut Joseph Monin.
Le territoire de cet ancien diocèse est ensuite compris dans l'archidiocèse de Reims.